# 大田原愛清
大田原 愛清（おおたわら よしきよ）は、下野大田原藩の第11代藩主。

## 生涯
寛政10年（1798年）6月24日、第9代藩主・大田原庸清の三男として生まれる。文化9年（1812年）7月21日に兄で第10代藩主である光清の養子となり、11月22日に兄が隠居したため家督を継ぐ。12月16日に従五位下・飛騨守に叙位・任官する。
文化13年（1816年）から文化14年（1817年）まで駿府城加番を務めた。文政9年（1826年）から文政10年（1827年）、天保3年（1832年）から天保4年（1833年）まで大坂加番を務めた。長男の統太郎が天保6年（1835年）に早世したため、弘化4年（1847年）3月10日に次男・広清に家督を譲って隠居する。直後の4月16日に死去した。享年50。
三男だったために当初は家督を継ぐ見込みがなく、幼時に光真寺に入って修行に励んだという。そのときの修行が効いたのか、藩主になってからは歴代藩主の中でも寛大で優れた統治を行なったといわれる。また、岡田閑林に絵画を学び、自らも竜川という号を用いた画人であり、体格も5尺8寸（約175.8cm）という堂々としたもので腕力も強く、そのために腕相撲を趣味として、家臣と勝負して負けることは無かったといわれている。

## 系譜
父母
- 大田原庸清（実父）
- 大田原光清（養父）
- 浅野長員の娘（養母）

正室
- 律姫 ー 松平忠彊の娘

子女
- 大田原統太郎
- 大田原広清（次男）生母は律姫（正室）